# Педро Парамо
Педро Парамо — роман мексиканського письменника Хуана Рульфо, який було видано вперше у 1955 році. Цей роман висвітлює коріння мексиканської культури, її уявлення щодо потойбічного життя через глибоких та складних персонажів, духовність та постійний перехід між вимірами, що охоплюють нелінійну хронологію твору.
Книга розповідає історію Хуана Пресіадо — чоловіка, що пообіцяв матері на її смертному одрі зустрітися зі своїм батьком у перше у місті Комала, яке виявляється містом-привидом, населеним примарами. Упродовж роману незвичні мешканці міста переповідають подробиці реального та потойбічного життя у Комалі, та значення батька головного героя для міста.
Спершу роман було прийнято прохолодно та з критикою. Протягом перших чотирьох років по публікації було продано усього 2000 примірників. Пізніше твір отримав визнання.Педро Парамо мав ключовий вплив на латиноамериканських письменників, як Габрієль Гарсія Маркес. Книгу було перекладено більш ніж тридцятьма мовами. Габрієль Гарсія Маркес казав, що після написання його першого твору він відчував себе закутим як письменник і тільки його знайомство з Педро Парамо у 1961 році відкрило йому шлях до його шедевру «Сто років самотности». Більше того, Маркес стверджував, що він може цитувати книгу від початку до кінця і навпаки.
Хорхе Луїс Борхес назвав Педро Парамо одною з найвидатніших текстів, написаних будь-якою мовою.

## Сюжет

### Структура розповіді
Помираюча мати, Долорес Пресіадо, доручає Хуану знайти батька і отримати його спадщину. Тож син вирушає до Комали, де відбувається дія роману. Однак він знаходить місце, описане його матір'ю як квітуче, а батьківський маєток Медіа Луна — спустошеним і знелюдненим. Його час у Комалі характеризується численними заплутаними елементами та зустрічами. Два основних оповідача представляють альтернативні бачення Комали, як звичайного міста так і міста населеного духами.
Дія роману відбувається у вигаданому місті Комала та його околицях, що відсилає до реального міста Комала в мексиканському штаті Коліма, неподалік від батьківщини Хуана Рульфо.

### Опис
Через нелінійний характер твору читачеві складно зрозуміти послідовність подій та навіть чи є конкретний персонаж живим.
Найперша подія у історії це прибуття Фульгора Седаноса до Медіа Луни. Його літній начальник, Дон Лукас, повідомляє йому, що його син Педро Парамо цілковито нікчемний, і що він повинен піти та знайти нову роботу, коли той помре. Згодом дідусь Педро помирає, і після його смерти родина молиться за нього, щоб допомогти його душі скоротити час прибування у чистилищі, але замість молитви Педро думає про те як він проводитиме час з Сусаною Сан Хуан, коханням усього його життя. Вони запускатимуть повітряних зміїв біля села, і Педро буде допомагати Сусанні з її змієм. Мати сварить його за те, що він так довго просидів у флігелі, думаючи про цю зустріч.
Після смерти сеньйори Сан Хуан родина Сан Хуан переїжджає до шахтарського регіону. Досліджуючи шахту Андромеди, сенйор Сан Хуан спускає Сусану на кінці мотузки в стару шахту. Шукаючи золоті монети, Сусана знаходить лише кістяк.
Після смерти чоловіка Сусани Флоренсіо, вона божеволіє, вірячи у те, що він все ще живий.
Лукаса Парамо (батька Педро) вбивають на власному весіллі, що спонукає його сина жорстоко розправитися з усіма гостями. Фульгор Седано сповіщає Педро, що у його батька був борг перед родиною Пресіадо. Задля того, щоб погасити борг Фульгор та Педро планують одружити останнього на Долорес Пресіадо. Місцевий провидець Осоріо застерігає Долорес від близькости з Педро у першу шлюбну ніч, тому вона просить міську проституйовану жінку Едувігес Діада переспати з ним замість неї. Едувігес погоджується але Педро перебрав з алкоголем та заснув. Для нього одруження слугувало лише інструментом зміцнення влади та збагачення, що принесло Долорес лише страждання.
Один з синів Педро Мігель гине, коли, їдучи до Контли перестрибує через паркан зі своїм конем. Попри жорстокий та невиправний характер Мігеля, отець Рентерія відпускає його гріхи після того, як Педро платить йому золотими монетами. Рентерія пригадує, як Мігель убив його брата і зґвалтував його племінницю. Пізніше місцева жебрачка Доротея зізналася отцю Рентерія, що торгувала дівчатами для Мігеля Парамо; священник не зміг їй цього пробачити.
Педро Парамо прагне приєднати землю Порібіо Альдрете до свого маєтку, і коли той приходить до будинку Едувігес його вішають та залишають його труп у зачиненій кімнаті. Едувігес після цього накладає на себе руки з відчаю. Жінка Педро Долорес залишає його маєток Медіа Луна і переїжджає до своєї сестри.
З початком мексиканської революції сільська місцевість стала дуже небезпечною, тому родина Сан Хуан повернулась до Комали. Сенйор Сан Хуан помирає, після чого його привид навідує божевільну Сусану але вона тільки сміється. До Парамо приходить чоловік що заїкається та сповіщає його про те, що революціонери захопили та вбили Фульгора Седано. Щоб захистити себе Педро запрошує місцевих революціонерів до свого будинку на вечерю, та обіцяє їм гроші та підтримку. Лідер революціонерів Ель Тількуате дізнається від Парамо, що грошей майже не залишилось і їм потрібно здійснити пограбування більшого міста заради припасів.
Коли Сусана Сан Хуан помирає вона відмовляється від відпущення гріхів священником, і отець Рентерія вдає, що надав їй останнє причастя. Жителі Комали влаштовують гучну вечірку, що дуже дратує Педро, який оплакує смерть Сусани. Зі злости Педро замородовує місто голодом. Дружина Абундіо Мартінеса, Рефугія, вмерла від голоду. Він вирушає до міста щоб випити, і знаходить Даміану Сінсерос, яка працювала кухаркою у Медіа Луна. Він зарізав Даміану та притягнув її тіло до маєтку Педро. Там Абундіо вбиває Педро Парамо, дізнаючись що він є одним з його позашлюбних синів. Помираючи, Парамо думає про Сусану і бачить привид Даміани.
Долорес Пресіадо помирає і на смертному ложі вона доручає своєму синові Хуану відправитися до Комали і знайти батька та отримати свій спадок. У Комалі Хуан зустрічає привидів Абундіо, Едувігес та Даміани, які розповіли йому історії міста. Він зустрічає Доніса та його сестру, які є парою. Він провів ніч у їхньому будинку. Переслідуваний привидами Комали, Хуан помирає від страху, його ховають у спільній могилі з Доротеєю. Замкнений у могилі, він переживає історію життя Педро Парамо.

## Теми

### Потойбічне життя в мексиканській культурі
Книга глубоко досліджує корені мексиканської культури та її уявлень про життя після смерти. Суміш з корінних стародавніх вірувань (про душу та її динамічний зв'язок з фізичним світом) та католицизму, в якому майже усі персонажі прагнуть знайти спокуту після смерти. Обидві концепції частково пов'язані з ідеєю карми, де душа «платить за свої вчинки», як за життя, так і після смерти. Ми бачимо це на прикладі усіх духів, яких зустрічає Хуан за життя. Наприклад дух багряної жінки, яка розплачується за гріх інцесту зі своїм братом, або Доротеї, яка стає оповідачем разом з мертвим Хуаном наприкінці роману.
Такоє присутній концепт тісного співіснування реального та потойбічного світів, у якому більшість душ, навіть якщо їх тіла мертві, можуть з'являтися у реальному світі та взаємодіяти з живими людьми. Протягом усього твору ми бачимо постійні перехіди між двома світами, що свідчить про нелінійне відчуття часу та виміру.
Хоча більшість персонажів, здається, вже знають про це, вони мирно співіснують з цими явищами, що свідчить про прийняття тонкої грані між двома вимірами, характерне для мексиканської культури.

### Надія
Основна тема книги — надії та мрії людей як джерела мотивації, необхідної для досягнення успіху. Надія є головним мотивом дії кожного персонажа. Коли Долорес просить свого сина Хуана повернутися до Комали, вона сподівається, що він знайде свого батька і отримає те, на що заслуговує після всіх цих років. Відчай — інша головна тема роману. Надії кожного героя призводять до відчаю, оскільки жодна з їхніх спроб досягти своєї мети не є успішною.
Хуан їде до Комали з надією, що він зустрінеться і нарешті дізнається про свого батька. Йому не вдається цього зробити, і він помирає в страху, втративши будь-яку надію.
Педро сподівається, що Сусана Сан Хуан повернеться до нього через стільки років. Він був закоханий у неї, коли був маленьким хлопчиком, і згадує, як запускав з нею повітряних зміїв у юності. Коли вона нарешті повернулася до нього, вона збожеволіла і поводиться так, ніби її перший чоловік досі живий. Проте Педро сподівається, що з часом вона його полюбить. Доротея каже, що Педро по-справжньому любив Сусану і бажав їй тільки найкращого.
Отець Рентерія живе надією, що колись зможе повністю виконати свої обітниці католицького священика.
Привиди та безтілесна природа істини також є повторюваними темами в тексті. Коли Хуан приїжджає до Комали, це місто-привид, але це лише поступово відкривається читачеві. Наприклад, в епізоді з Даміаною Сіснерос Хуан розмовляє з нею, вірячи, що вона жива. Вони разом гуляють містом, аж поки в нього не виникає підозра, звідки вона дізналася, що він у місті, і він нервово запитує: «Даміана Сіснерос, ти жива?». Ця зустріч показує, що правда швидкоплинна, завжди мінлива і її неможливо точно визначити. Важко достеменно знати, хто мертвий, а хто живий у Комалі.
Іноді порядок і природа подій, що відбуваються у творі, не такі, як здається на перший погляд. Наприклад, на середині книги початкова хронологія порушується, коли читач дізнається, що багато з того, що відбувалося до цього, було спогадом про більш ранній час.

## Інтерпретація
Критики переважно вважають Педро Парамо або твором магічного реалізму, або попередником пізніших творів магічного реалізму; це стандартна латиноамериканська інтерпретація. Однак магічний реалізм -  це термін, винайдений, щоб відзначити зіставлення сюрреалістичного з буденним, де кожне з них має риси іншого. Це спосіб додати сюрреалістичних або надприродних якостей до письмового твору, уникаючи при цьому повної невіри. «Педро Парамо» відрізняється від інших творів цього типу тим, що головний оповідач чітко заявляє у другому абзаці роману, що його розум наповнився мріями, що він дав волю ілюзіям, і що в його свідомості сформувався світ, пов'язаний зі сподіваннями знайти людину на ім'я Педро Парамо. Так само, через кілька розділів цієї розповіді Хуан Пресіадо стверджує, що його голова наповнилася шумом і голосами. Він не може відрізнити живих людей від привидів. Деякі критики вважають, що певні якості роману, зокрема фрагментарність оповіді, фізична фрагментарність персонажів, а також слухові та зорові галюцинації, описані головним оповідачем, вказують на те, що подорож і видіння цього роману можна радше асоціювати з розладом чуттів, притаманним шизофренії або схожим на неї станам, аніж з магічним реалізмом.

## Назва роману
Назва підкреслює важливість постаті Педро Парамо. Його життя та рішення є ключовими для виживання міста Комала. Його прізвище означає «безплідна рівнина» або «пустка», на яку перетворюється місто Комала в результаті його маніпуляцій. Він відповідає не лише за економічний добробут міста, а й за існування багатьох його мешканців. Серед його нащадків — Абундіо, Мігель, Хуан та незліченна кількість інших. Його регулярно зображують ґвалтівником жінок, і навіть Доротея не може встежити за всіма жінками, з якими він переспав. Він також відповідає за безпеку міста. Він укладає угоду з революційною армією переважно у власних інтересах і задля захисту. Але як власник такої великої ділянки землі, він також відповідає за фізичний добробут міста. Прикладом його влади є рішення дозволити Комалі голодувати і нічого не робити з полями та врожаєм. Місто в'яне через його апатію та байдужість. Весь роман зосереджений на його діях, апетитах і бажаннях.

## Персонажі

### Головні герої
Хуан Парамо — головний оповідач
Історія починається з того, що Хуан прагне знайти свого батька Педро. По мірі розвитку сюжету він зустрічає різних духів у Комалі і наївно починає відтворювати історію міста, щоб дізнатися більше про свого батька. Поступово він починає розуміти, що люди, з якими він зустрічався, є духами, і це викликає в ньому глибокий страх, який згодом стане причиною його смерті.
Хуану пропонується відправитися в Комалу, щоб спокутувати гріхи своїх батьків і допомогти деяким духам, які там живуть, досягти спокути. Він народжується з кармою сина Педро, і, як ми поступово бачимо в сюжеті, існує глибоко вкорінена культурна віра (заснована на суміші місцевої духовності та католицьких релігійних ідеалів), яка передбачає розплату за свої гріхи за життя або в потойбічному світі. Ми можемо бути свідками цього, коли дух глиняної жінки дивиться, як Хуан тремтить на підлозі, і каже своєму братові: «Поглянь на нього, він, мабуть, розплачується за кілька смертей». Припускаючи, що карма перейшла від його батька. Протягом новели Педро вбиває кількох людей. Насправді, Хуан чує і, зрештою, бачить деяких людей, яких убив його батько.
Коли Хуан фізично помирає від страху, він продовжує розповідати історію як дух (тепер у супроводі Доротеї), щоб продовжувати розкривати правду про свого батька і місто Комала.
Педро Парамо
Педро Парамо є водночас і протагоністом, і антагоністом, оскільки його вчинки суперечливі. Він здатен на рішучі дії, як, наприклад, коли він сплатив свій борг і захопив більше землі, але не здатен використати цю рішучість для того, щоб зробити щось добре для громади. Він нагадує трагічного героя тим, що тужить за Сусаною і не може змиритися з її смертю. Його єдина фатальна вада — це вона. Він не може функціонувати без неї або без її стимулу. Педро виступає у творі як уособлення бога родючості. Він не тільки буквально запліднює багатьох жінок міста, але й сам має багато дітей (священик приносить їх до нього на поріг). Він також відповідає за добробут Комали, але також може «схрестити руки» і дозволити Комалі померти. Це свідчить про те, що він має владу життя і родючості над містом. Ім'я Педро має велике значення у творі. Ім'я Педро походить від грецького petrus, що означає «скеля», і Páramo, що означає «безплідна рівнина». Це іронічно, адже наприкінці твору Педро падає «як підкошений», побачивши, на що перетворилася його земля.

### Другорядні персонажі
Сусана Сан Хуан
Вона -- кохання всього життя Педро з самого дитинства. Її мати померла без друзів. У юному віці вона покидає місто разом з батьком Бартоломео, чим залишає глибоку рану в серці Педро. Протягом усього життя вона зазнає постійних знущань з боку овдовілого батька, що призводить до того, що вона божеволіє. Вона божеволіє головним чином через те, що отримує задоволення від сексуального насильства з боку Бартоломе (як ми бачимо в сцені, де вона сексуально бажає свого батька, перебуваючи в будинку Педро). Вона знає, що це тяжкий гріх, який, згідно з її переконаннями, вкоріненими в католицизмі, майже неможливо пробачити, а отже, він не дозволить їй потрапити на небеса. Вона живе все своє життя, знаючи, що потрапить у пекло.
Вона є причиною горя Педро, який після її смерті відмовляється працювати і дає місту загинути.
Едувігес Діада
Міська повія і добра подруга Долорес Пресіадо. Вони пообіцяли померти разом і допомагати одна одній у потойбічному світі. Вона померла багато років тому і зустрічає Хуана, коли той приїжджає до Комали. Вона розповідає йому про те, як вона майже «була на волосину від того, щоб стати його матір'ю», оскільки їй довелося піти і спати з Педро в першу шлюбну ніч. Вона розповідає про свої стосунки з Мігелем Парамо і про те, що саме вона бачила його привид перед тим, як він пішов. Її сестра, Марія Діада, розповідає священику, що вона вчинила самогубство з відчаю і що вона була дуже хорошою жінкою. Священик відмовляється допомогти їй, і таким чином, її привид залишається в місті та чистилищі. Вона помирає з думкою, що Абундіо — хороша людина і не знає про те, що він убив Даміану.
Долорес Пресіадо
Вона була матір'ю Хуана. Її сватав до Педро Седано, який казав, що ні про що не думає, окрім неї, цілими днями і ночами, і що в неї дуже гарні очі. Педро заборгував її сім'ї найбільше грошей з усіх інших сімей, а її сестри вже переїхали до міста. Вона вийшла заміж, щоб анулювати борг. Пізніше вона дивиться на канюка і мріє бути схожою на нього, щоб полетіти до сестри в місто. Педро дуже розлютився і проганяє її назавжди. Вони так і не розлучаються офіційно. Її передсмертне бажання — щоб Хуан поїхав до батька і «змусив його заплатити за всі ті роки, що він зводив нас з розуму».
Даміана Сіснерос
Вона — кухарка в «Медіа Луні» і привид, який забирає Хуана з дому Едувігеса тієї першої ночі. Їй сумно чути, що Едувігес все ще блукає землею. Хуан не одразу усвідомлює, що вона справді привид, і якийсь час думає, що вона все ще жива. Її вбив Абундіо. Вона також була однією з добрих подруг Долорес, і Хуан знав про неї, коли приїхав до Комали.
Абундіо Мартінес
Ще один позашлюбний син Педро, який працює листоношею в місті. Він глухий, бо колись біля його вуха вибухнула ракета. Після цього він мало розмовляв і впав у депресію. Згодом помирає його дружина. Він йде напитися до місцевого бару. На виході він бачить Даміану Сіснерос і просить у неї грошей, щоб поховати дружину. Він лякає її, і вона починає кричати. Тоді він вбиває її, його хапають, блює і тягнуть до міста. Едувігес називає його хорошою людиною. 
Фульгор Седано — ментор
Він є адміністратором Медіа Луни. Спочатку батько Педро попереджав його не довіряти йому, але врешті-решт він стає рукою Педро, яка втілює в життя його схеми. Він багато років працював у маєтку, обслуговуючи колишніх покровителів, батька Педро Лукаса та батька Лукаса до цього. Він знає, що і як робити, і може похвалитися низкою досягнень, зокрема тим, що вмовив Долорес вийти заміж за Педро. Його вбиває група революціонерів, які вважають його уособленням привілейованого стану, проти якого вони борються. Він також відповідальний за те, що повісили Торібіо Альдрете, який намагався провести межування землі, щоб довести своє право на її частину. 
Мігель Парамо
Він і Хуан — сини Педро Парамо. Мігель — єдиний син, якого Педро визнав, і тому його готували як наступного спадкоємця Парамо. Характер Мігеля — повна протилежність Хуану. Він дикий і ґвалтівник, тоді як Хуан спокійний і поважає жінок. Він безстрашний, тоді як Хуан помирає від страху. Він має коня і часто їздить верхи, тоді як Хуан не має коня і змушений подорожувати пішки. Його нестриманість контрастує зі спокоєм Хуана, незважаючи на їхнє спільне походження. Крім того, він відомий тим, що любить розусних жінок і вбив батька Ани. Він також ґвалтує Анну, коли приходить до неї, щоб вибачитися за його вбивство. Його скидають з коня, коли він їде в інше село на зустріч зі своєю теперішньою коханою. 
Доротея — оповідач
Міська жебрачка. Це другий оповідач у творі. Вона розповідає історію Комали до смерти Педро, після того, як її ховають у могилі разом із Хуаном. Її розповідь домінує у другій половині твору. Вона була відома тим, що була бездомною і жила на милостиню людей у місті. Вона завжди намагалася мати дітей, але мала «серце матері, але утробу повії». Вона була відома своєю ексцентричною поведінкою, вважаючи, що народила дитину. 
Отець Рентерія
Міський священик. Він насправді не є головним героєм, але володіє всіма його характеристиками, за що його можна вважати антигероєм. Він намагається протистояти Педро і не відпускає гріхи його синові Мігелю. Він має лише найкращі наміри, але не в змозі їх здійснити. Його брат був убитий Мігелем, а його племінниця була зґвалтована Мігелем, коли він прийшов вибачитися перед нею. Він бере трохи золота, щоб відпустити гріхи Мігеля, і йому стає погано від цього, він кидається в кут і плаче до Господа.
Він їде в інше місто, щоб спробувати отримати прощення своїх гріхів, щоб продовжувати уділяти таїнства жителям Комали. Інший священик відмовляє йому, але вони розмовляють про те, що все, що росте в їхньому регіоні, має кислий і гіркий смак. Отець Рентерія безпосередньо винен у тому, що так багато душ застрягли в Комалі. Він не виконав свого обов'язку відпустити їм гріхи і провести їх в останню путь, і тому вони померли і не змогли потрапити на небо. Пізніше згадується, що він приєднався до повстання Крістерос. 
Іносенсіо Озоріо
Він — міський провидець. Саме він каже Долорес не спати з Педро у першу шлюбну ніч. Його прізвисько — 'Коклберр', оскільки він добре відомий тим, що може осідлати будь-якого коня. 
Торібіо Альдрете
Землевпорядник. Він розбирав і ділив землю Педро і збирався будувати паркани. Його зупиняють Педро і Седано. Вони змовляються, щоб перешкодити йому проводити дослідження і виписати на нього ордер. Одного разу вночі Седано приходить до будинку Едувігес з п'яним Альдрете, вішає його і викидає ключі від кімнати. Він залишається там як привид і будить Хуана в його першу ніч у Комалі своїми передсмертними криками.
Доніс і його дружина/сестра
Ці двоє — одні з останніх живих людей у місті. Доніс підозріло ставиться до Хуана і його мотивів перебування в місті, вважає його серйозним злочинцем, можливо, вбивцею, і не хоче, щоб той залишався у нього на ніч. Доніс перебуває в інцестних стосунках зі своєю сестрою, які розпочалися в спробі заселити місто, хоча одного разу вони просили єпископа, що проїжджав повз місто, обвінчати їх, на що той люто відповів відмовою, вимагаючи, щоб вони припинили свої стосунки і «жили як люди». Його дружина/сестра починає любити Хуана вже після першої ночі і робить все можливе, щоб дістати йому більше їжі, оскільки у них так мало. Вона обмінює кілька старих простирадл на їжу та каву зі своєю старшою сестрою. Доніс радий, що Хуан з'явився, адже тепер він може виїхати з міста і бути впевненим що про його дружину/сестру подбають.
Жюстіна
Вона доглядає за Сусаною. Вона піклується про неї вже багато років, відколи вона народилася. Вона плакала, коли Сусана помирала, і Сусана сказала їй, щоб вона перестала плакати. Одного разу Жюстіну лякає привид Бартоломе, який просить її покинути місто, бо про Сусану добре подбають.

## Екранізації
- Pedro Páramo (фільм 1967 року)
- Pedro Páramo (фільм 2024 року)

## Український переклад
«Педро Парамо»,. Хуан Рульфо. Видавництво «Компáс». Переклад з іспанської С. Борщевського. 2024